# Петлешково
Петлешково е село в Североизточна България. То се намира в община Генерал-Тошево, област Добрич.

## География
Петлешково е разположено на 7 км от общинския център, на пътя между Ген. Тошево и Балчик и отстои на 22 км от Добрич.

### Почви
Почвата в Петлешково е слабо излужен чернозем, с дебелина на хумусния хоризонт 60-80 cm. По механичен състав почвата е тежко песъчливо-глинеста, с добра структура. Съдържанието на хумус в горните хоризонти е от 3,79 до 4,77%. Почвената реакция в хумусния и предходния хоризонти е pH от 6,6 до 7,5.

## История
Сегашното селище е изградено в началото на 1950-те години върху територията на чифлик с 4- и 8-фамилни едноетажни и двуетажни блокове, които са служебни жилища на Добруджански земеделски институт - Генерал Тошево.

## Население
Преброяване на населението през 2011 г.
Численост и дял на етническите групи според преброяването на населението през 2011 г.:
|                     | Численост | Дял (в %) |
| Общо                | 200       | 100,00    |
| Българи             | 152       | 76        |
| Турци               | 6         | 3         |
| Цигани              | 0         | 0,00      |
| Други               | 0         | 0,00      |
| Не се самоопределят | 31        | 15,5      |
| Неотговорили        | 11        | 5,5       |

## Културни и природни забележителности
Селището е уникално с това, че е изградено в парк от 200 дка, който има дендрологична стойност.

## Други
Селището е кметство, разполага със здравен пункт, детска градина, пощенски клон, телефонна централа, служебен хотел, няколко търговски обекта.
Кмет на село Петлешково в периода 1981-1999 г. е Иван Иванов Владев, родом от с. Писарово, общ. Ген. Тошево.